# Kanton Saint-Jean-de-Braye
Kanton Saint-Jean-de-Braye (francouzsky Canton de Saint-Jean-de-Braye) je francouzský kanton v departementu Loiret v regionu Centre-Val de Loire. Tvoří ho dvě obce.

## Obce kantonu
- Saint-Jean-de-Braye
- Semoy